# 1,2-bis(difenylfosfino)ethaan
1,2-Bis(difenylfosfino)ethaan, vaak vanuit het Engelse 1,2-bis(diphenylphosphino)ethane afgekort tot dppe, is een in de coördinatiechemie veelgebruikt bidentaat ligand. Dppe vormt bijna altijd bidentaat complexen al zijn ook enkele monodentaat verbindingen bekend, of gevallen waarin dppe een brug vormt tussen twee metaalatomen. Een voorbeeld waarin dppe als monodentaatgroep optreedt is W(CO)5(dppe)).

## Synthese
De synthese van dppe verloopt via het alkyleren van NaPPh2 dat zelf gesynthetiseerd wordt uit trifenylfosfine volgens:
{\displaystyle {\ce {P(C6H5)3 + 2 Na -> NaP(C6H5)2 + NaC6H5}}}
NaP(C6H5)2 is  zeer gevoelig voor luchtoxidatie en wordt behandeld met 1,2-dichloorethaan (ClCH2CH2Cl) waarbij dppe ontstaat:
{\displaystyle {\ce {2 NaP(C6H5)2 + ClCH2CH2Cl -> (C6H5)2PCH2CH2P(C6H5)2 + 2 NaCl}}}

## Reacties

### Reductie
Dppe kan gereduceerd worden met lithium waarbij PhHP(CH2)2PHPh ontstaat.
{\displaystyle {\ce {Ph2P(CH2)2PPh2 + 4 Li -> PhLiP(CH2)2PLiPh + 2 PhLi}}}
De hydrolyse (met water) geeft vervolgens:
{\displaystyle {\ce {PhLiP(CH2)2PLiPh + 2 PhLi + 4H2O -> PhHP(CH2)2PHPh + 4 LiOH + 2C6H6}}}

### Oxidatie
Met standaard oxiderende reagentia als H2O2 en broomwater (Br2(aq)) ontstaat dppe-oxide in lage opbrengst (bijvoorbeeld 13%) door niet-selectieve oxidatie waarbij naast het mono-oxide en het dioxide ook uitgangsmateriaal teruggewonnen kan worden.
Selectieve mono-oxidatie van dppe kan gerealiseerd worden via de reactie met PhCH2Br. In eerste instantie ontstaat een fosfoniumzout dat na een base-gekatalyseerde hydrolyse het mono-oxide (samen met andere producten) geeft:
Ph2P(CH2)2PPh2 + PhCH2Br → Ph2P(CH2)2PPh2(CH2Ph)+Br−
Ph2P(CH2)2PPh2(CH2Ph)+Br− + NaOH + H2O → Ph2P(CH2)2P(O)Ph2

## Coördinatiechemie

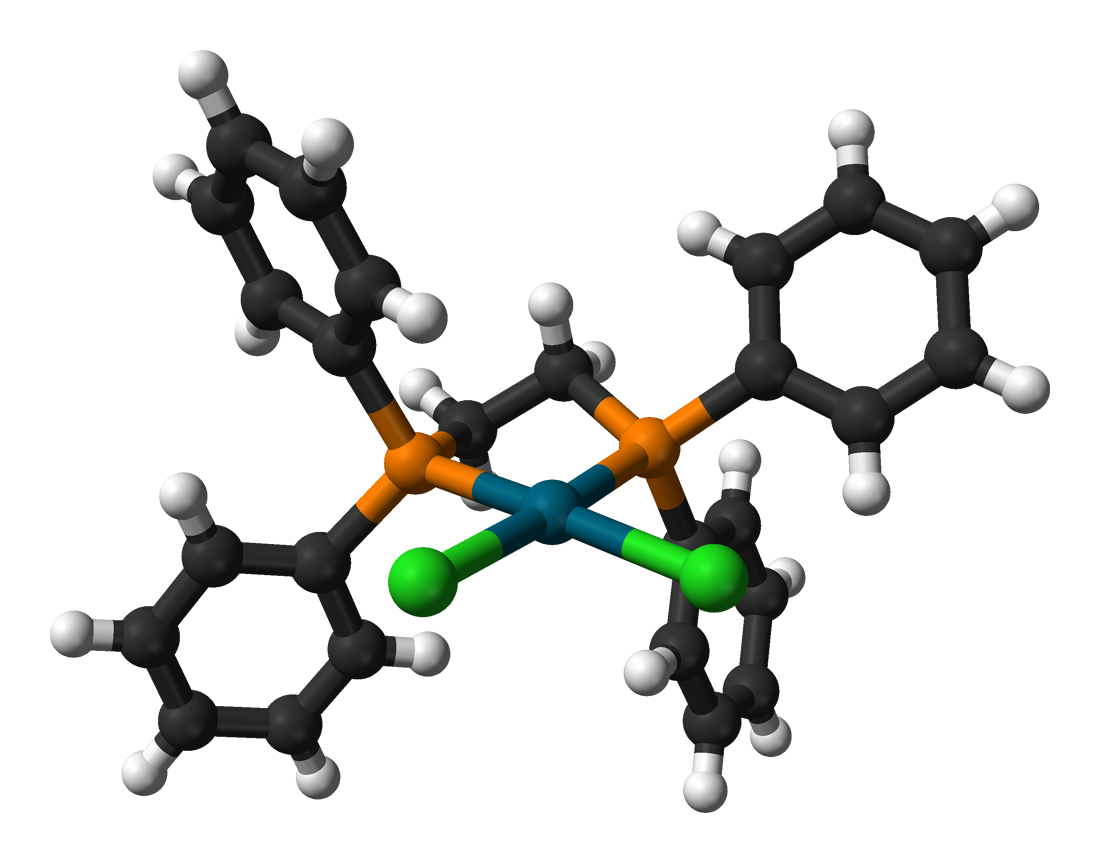
Molecuulmodel van PdCl_{2}(dppe)

In de coördinatiechemie van dppe, en difosfines in het algemeen, ligt het accent vooral op de homogene katalyse van een groot aantal verschillende reacties. Twee (eenvoudige) voorbeelden van dergelijke complexen zijn Pd(dppe)2 en Ir(dppe)2. Pd(dppe)2 kan gesynthetiseerd worden door reductie met NaBH4 van een Pd(II)-verbinding. Doorgaans wordt echter een in-situsynthese uitgevoerd, uitgaande van Pd(OAc)2.